# Аль-Муджайділ
Аль-Муяйділ (англ. al-Mujaydil, араб. المجيدل) — поселення в Сирії, що складає невеличку друзьку общину в нохії Ізра, яка входить до складу мінтаки Ізра в південній сирійській мухафазі Дара.